# Bastards and Conquerors
Bastards and Conquerors ist das zweite Studioalbum der norwegischen Extreme-Metal-Band Sworn. Es wurde in Deutschland und dem Rest der Welt am 30. Oktober 2009 über Twilight Vertrieb veröffentlicht, in Norwegen hingegen erst am 2. November. Erstmals ist auf dem Album Lars Jensens Nachfolger Max Wilson als Sänger zu hören.

## Entstehungsgeschichte
Die erste Ankündigung des Albums, sowie dessen Titel und die (vorläufigen) Namen der bis dato acht geschriebenen Lieder, fand am 9. Oktober 2008 im Myspace-Blog Sworns statt. Ende des Jahres wurden dann die Namen aller neun auf dem Album enthaltenen Lieder genannt, wobei mit Ascendant, für Somnolence immer noch ein Arbeitstitel dabei war, und die Stücke noch nicht alle fertig waren. Anfang 2009 wurde das Songwriting nach rund zwei Jahren zu Bastards and Conquerors abgeschlossen. Die Aufnahmen begannen am 19. Januar 2009 im Bergener Conclave Media Studio. Ursprünglich war geplant, nachdem Leif Herland die Band verlassen hatte, die Bassspuren durch Kjørsvik oder Hope einspielen zu lassen, jedoch stieß während der Aufnahmen im Februar 2009 Dag „Dreggen“ Anderson zu Sworn und übernahm daher auch bei den Aufnahmen den Basses. Mitte Februar hatte die Band bereits alles bis auf den Gesang und den Bass aufgenommen, so dass teilweise bereits mit dem Abmischen des Albums begonnen werden konnte, zudem wurde die endgültige Titelliste präsentiert. Im März konnten die Aufnahmen abgeschlossen werden. Das Mastering wurde im Stockholmer Cutting Room Studio durch den bekannten Produzenten Bjørnar Erevik Nilsen übernommen, der auch bereits für In Flames, Dimmu Borgir, Within Temptation und andere bekannte Metal-Bands den Endmix durchgeführt hatte.
Anstatt einer Single-Auskopplung veröffentlichte Sworn die beiden Lieder Carnal Monuments und Damnation Spawned am 28. März 2009 auf ihrem Myspace-Profil zum kostenlosen Streaming. Ursprünglich sollte das Album bereits im Mai 2009 erscheinen. Am 17. Juni verkündeten Sworn jedoch, dass das Release auf unbestimmte Zeit, aufgrund kleinerer Komplikationen verschoben werden musste, wobei eine Veröffentlichung noch vor Jahresende in Aussicht gestellt wurde. Um die Wartezeit zu verkürzen, veröffentlichte die Band am 14. Juli das Lied Beyonder auf ihrem Myspace Profil. Am 22. September wurde schließlich das Albumrelease für den 30. Oktober 2009 angekündigt. Das Titellied The Bastard, the Conqueror wurde eine Woche vor der Albumveröffentlichung am 23. Oktober auf Myspace zum Anhören bereitgestellt. Als Letztes wurde das Lied Prophecies from the Land of Lost Voices auf der Promo-CD der November-/Dezember-Ausgabe 2009 (#63) des Legacy-Magazins vorveröffentlicht.
Bastards and Conquerors erschien schließlich weltweit am 30. Oktober 2009, bis auf Norwegen, wo das Release am 2. November stattfand.

## Titelliste
Alle Lieder wurden von Christoffer Kjørsvik komponiert, alle Texte von Tom Ian Rogne Klungland geschrieben.
| # | Titel                                   | Länge |
| - | --------------------------------------- | ----- |
| 1 | Prophecies from the Land of Lost Voices | 6:11  |
| 2 | The Bastard, the Conqueror              | 08:31 |
| 3 | Summoning the Sinister                  | 05:54 |
| 4 | Beyonder                                | 05:35 |
| 5 | Somnolence                              | 01:35 |
| 6 | Damnation Spawned                       | 07:57 |
| 7 | Carnal Monuments                        | 05:21 |
| 8 | The Archaic Wraith                      | 05:19 |
| 9 | Descendant                              | 04:06 |

## Stil

### Musik
Sworn verbindet wie auch auf ihrem Debütalbum The Alleviation Black-, Heavy- und diverse andere Metal-Einflüsse. Die Musik lässt sich am ehesten dem Extreme Metal mit starken Einflüssen aus dem melodischen Black Metal zuordnen. Mit Somnolence und Descendant sind auch wieder zwei reine Akustikstücke komponiert worden. Viele Lieder stechen durch ihre ausgesprochen gut durchdachte Komposition hervor. So vergleicht Daniel „Nilgoun“ Dervaric vom Webzine dark-news.de das Riffing vom Lied The Archaic Wrath mit Catamenia, meint jedoch, dass „alles einfach ausgereifter und stimmiger zu sein [scheint]“.
Der Gesang von Max Wilsons ist für den Black Metal genretypisches Screaming, wobei gelegentlich auch als Stilmittel tiefere Growls verwendet werden. Klarer Gesang wird nicht verwendet, in Beyonder findet sich jedoch ein Sprachsample am Anfang.
Das Schlagzeugspiel gestaltet sich sehr vielfältig. Wie für den Black Metal üblich, werden viele Blastbeats und schnelle Double-Bass-Läufe verwendet, aber auch viele andere Spielweisen wie Variationen des Grundbeats, darauf aufbauende tragende Rhythmen sowie zahlreiche Fill-ins prägen die Spielweise Klunglands.
Ebenso wie das Schlagzeugspiel sind auch die Gitarrenfiguren meist komplex, wobei, anders als auf The Allevitation keine Gitarrensoli in den Kompositionen auf dem Album enthalten sind. In einigen Liedern, besonders intensiv bei Summoning the Sinster wird die Spieltechnik des Tapping bzw. des Hammering benutzt. Der Bass hat überwiegend nur begleitende Funktion, wird von den Gitarren aber nicht gänzlich in den Schatten gestellt, und übernimmt gelegentlich wie in Damnation Spawned auch kurz die Melodieführung.

### Texte
Die Texte sind allesamt von Schlagzeuger Tom Ian Rogne Klungland auf Englisch verfasst. Zentrale Themen der Liedtexte sind Dunkelheit, Verzweiflung, Schmerz, Leiden und Tod, Verrücktheit, Geisteskrankheit und Wahnsinn.

## Kritik
Bastards and Conquerors erhielt aus der Fachpresse überwiegend positive Kritiken und jedes Mal fast die Höchstpunktzahl bei der Bewertung des Albums. Einen Einstieg in die Albumcharts eines Landes konnte das Album nicht erreichen. Gelegentlich werden Bastards and Conquerors leichte Schwächen gegenüber dem Vorgängeralbum unterstellt, wobei diese Meinung nicht von allen Seiten geteilt wird.
Daniel „Nilgoun“ Dervaric vom Webzine dark-news.de vergibt für das Album 9,5 von Zehn Punkten und kommt zum Fazit

„Niemals hätte ich gedacht, dass Sworn so hervorragend an ihr Debüt The Alleviation anknüpfen können, doch man sollte mich eines Besseren belehren. Alle Songs sind durch die Bank weg hörenswert und bieten reichlich Abwechslung. Trotz spürbarer Weiterentwicklung im Songwriting ist man sich treu geblieben und einfach Sworn! Bastards and Conquerors steht dem Vorgänger in nichts nach und hat seine eigenen Höhepunkte. Wer sich diese CD nicht kauft, hat selbst Schuld! Punkteabzug gibt es nur für die erwähnte Stelle im zweiten Song und das erwähnte krachige Intro.“

Eine etwas verhaltenere, dennoch sehr positive Kritik kam von Michael „Hannes“ Schindler vom Webzine heavyhardes.de. Er vergab fünf von sechs Punkten und äußerte sich zum Album wie folgt:

„Im Großen und Ganzen ist das Quintett seiner Marschrichtung treu geblieben, noch immer erwartet den Hörer leicht bombastischer, hauptsächlich aber epischer und dabei leicht melancholischer Black Metal […]. Ein Stück an Intensität hat die Musik schon zugelegt, was für mich Fluch und Segen zugleich darstellt. Denn auch wenn der Hörer noch tiefer in die Soundlandschaften von Sworn gezogen wird, können die Norweger dabei doch nicht vermeiden, dass sich einiges recht ähnlich anhört und deswegen die einzelnen Stücke manchmal recht wenig Alleinstellungsmerkmale aufzuweisen haben. […] Meist aber ist die Musik einfach nur gut und kann mich vollends in ihren Bann ziehen. […] Trotz aller meiner kleinen Kritikpunkte ist Bastards And Conquerors wieder ein sauberes Album geworden, das zudem noch einen ganz eigenen Stil vorweisen kann.“

Dominik „Holopain“ von pure-metal.de lobt das Album ebenfalls sehr und vergibt fünf von sechs Punkten.

„Tolles Album ohne Frage, Fans von Primordial oder Dissection können hier blind zugreifen, aber auch von Pagan-Fans sind bei diesem Silberling bestens aufgehoben. Wie gesagt, die Band limitiert sich nicht auf ein bestimmtes Genre, sondern schafft einen gekonnten Spagat zwischen Vielem, deshalb dürfte die Fancommunity wachsen und wachsen.“

Mit 8,5 von zehn Punkten bewertet Claudia „Kruemel“ Machwirth vom Webzine Bleeding for Metal und empfiehlt das Album uneingeschränkt weiter:

„Die Norweger SWORN haben auf ‚Bastards und Conquerors‘ alles richtig gemacht. Songtechnisch gibt es meiner Meinung nach keine Ausfälle auf diesem Silberling. Daher uneingeschränkte Empfehlung für all diejenigen, die auf melodischen Extrem Metal stehen.“